# فابینگ
فابینگ (به انگلیسی: Phubbing) عملی است که باعث می‌شود افراد در محیط‌های اجتماعی یا خانوادگی به جای توجه به دیگران به تلفن خود نگاه کنند. مطالعات بسیاری نشان داده‌اند که فابینگ به روابط اجتماعی افراد آسیب می‌زند و کودکان را به افسردگی دچار می‌کند.
Phubbing اصطلاحی است که به عنوان بخشی از آزمایش زبانی توسط دیکشنری مک کواری برای بیان عادت بدخلقی به دلیل تلفن همراه توصیف می‌شود.

## تعریف
در بهار سال ۲۰۱۲ فرهنگ لغت Macquarie استرالیا و آژانس تبلیغاتی McCann گروهی از متخصصان زبان را گرد هم آوردند تا بر پدیده‌ای رایج در عصر تلفن‌های هوشمند نامی بگذارند. آن‌ها این پدیده را فابینگ 'Phubbing' لقب دادند و آن را چنین تعریف کردند: "عمل نادیده گرفتن کسی که با شما صحبت می‌کند با توجه و نگاه کردن به تلفن همراه خود" یا "عمل خنثی کردن روابط شخصی در یک محیط اجتماعی با نگاه کردن به تلفن به جای توجه به دیگری ".
بنا به تعریف، 'Phubbing' عملی است که باعث می‌شود افراد در محیط‌های اجتماعی یا خانوادگی به جای توجه به دیگران به تلفن خود نگاه کنند. یا به عبارت ساده‌تر: «بی‌اعتنایی به دیگران با نگاه کردن به تلفن همراه».